# Eulithis decolorata
Eulithis decolorata är en fjärilsart som beskrevs av Kolosson 1926. Eulithis decolorata ingår i släktet Eulithis och familjen mätare. Inga underarter finns listade i Catalogue of Life.